# Sthenolepis japonica
Sthenolepis japonica är en ringmaskart som först beskrevs av McIntosh 1885.  Sthenolepis japonica ingår i släktet Sthenolepis och familjen Sigalionidae.
Artens utbredningsområde är Moçambique. Inga underarter finns listade i Catalogue of Life.